# 惡魔之柱

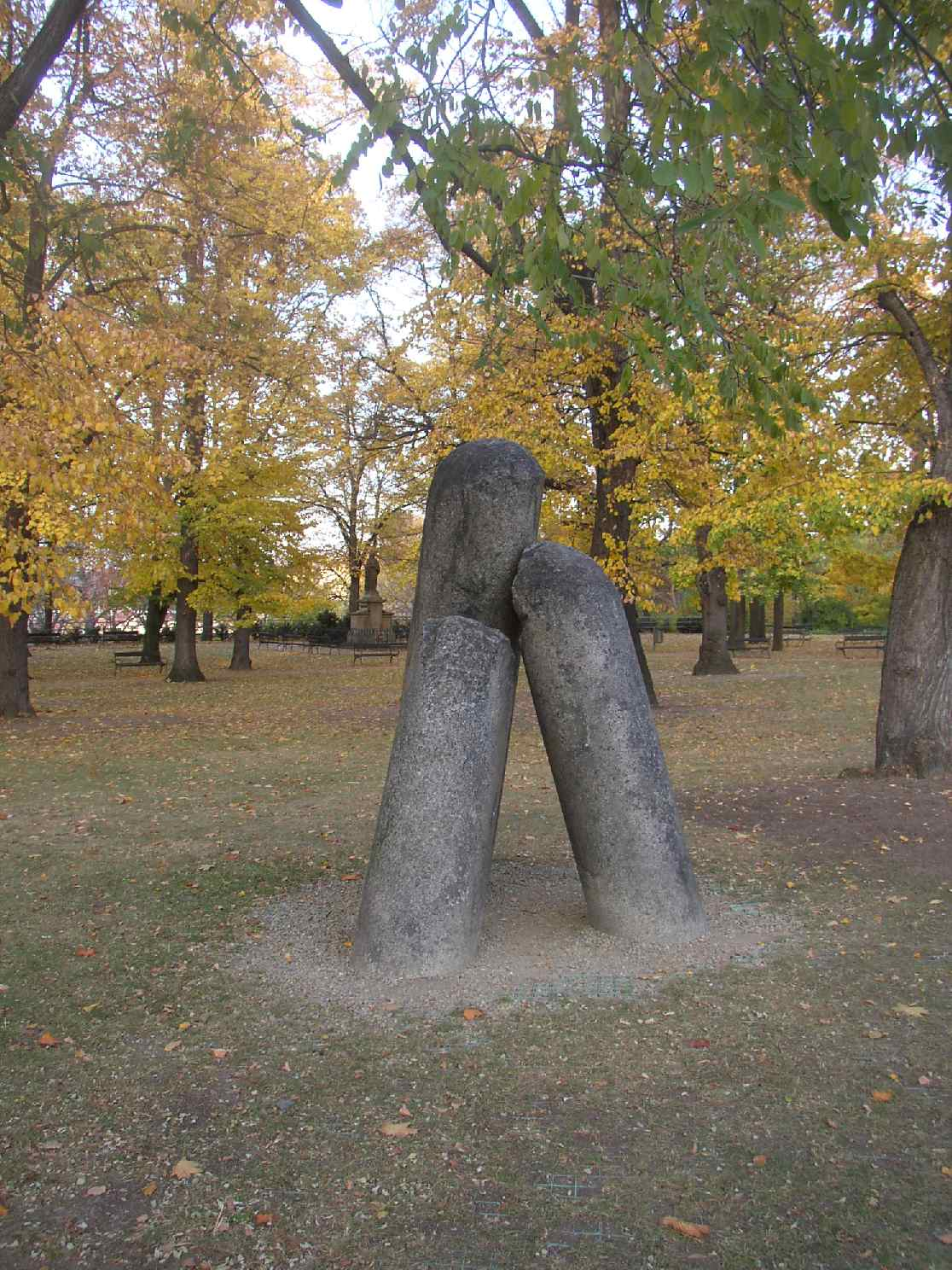
惡魔之柱 攝於 2005 年

惡魔之柱 (Czech: Čertův sloup) 座落於 捷克布拉格高堡內，是由三根柱子所構成的一個著名地標。

## 歷史與現況
惡魔之柱最早見於 Bellum hussiticum 這本書，當時被形容成一個完整圓柱的破碎片段，就位於高堡內的聖施洗者約翰教堂墓園內。依據大約1700年前的故事，一位神父與惡魔打賭，他將在惡魔從羅馬的聖彼得大教堂帶回一列圓柱之前慶祝完彌撒。結果惡魔輸了，因為憤怒，惡魔把圓柱從高處丟到了地面。 根據地質學家的說法，該圓柱是花崗閃長岩的切塊，它來源於薩扎瓦附近的波希米亞中部的一處採石場。

## 外部連結
- 维基共享资源上的相關多媒體資源：惡魔之柱

50°3′51.67″N 14°25′8.53″E / 50.0643528°N 14.4190361°E